# EMA 1998
EMA 1998 je potekala 28. februarja 1998 v Studiu 1 TV Slovenija. Prireditev je vodila Mojca Mavec, režiral jo je Samo Milavec, za scenografijo pa je poskrbel Marko Japelj. Urednica projekta je bila Nataša Assejev.
Točkovanje je potekalo s telefonskim glasovanjem. Velik favorit za zmago je bil Magnifico, slavil pa je Vili Resnik s pesmijo »Naj bogovi slišijo« in zastopal Slovenijo v Birminghamu ter med 25 izvajalci zasedel 18. mesto.

## Tekmovalne skladbe
Na natečaj je prispelo 43 skladb. Ker je bila po mnenju izborne komisije (Miša Molk, Andrej Karoli in Mojmir Sepe) prva bera skladb, ki so prišle na natečaj, preslaba, so jih nekaj še naročili.
| #   | Izvajalec                        | Naslov pesmi         | Avtor glasbe     | Avtor besedila           | Avtor aranžmaja            |
| --- | -------------------------------- | -------------------- | ---------------- | ------------------------ | -------------------------- |
| 1.  | Robert Magnifico                 | »Silvia«             | Robert Magnifico | Robert Magnifico         | Robert Magnifico           |
| 2.  | Vili Resnik                      | »Naj bogovi slišijo« | Matjaž Vlašič    | Urša Vlašič              | Matjaž Vlašič              |
| 3.  | Pop Design                       | »Nora noč«           | Tone Košmrlj     | Tone Košmrlj             | Tone Košmrlj               |
| 4.  | Miran Rudan                      | »Cvetje in vrtovi«   | Tone Košmrlj     | Miran Rudan              | Marjan Mlakar              |
| 5.  | Aurora                           | »Pesem zate«         | Dean Savič       | Dragan Kikovič           | Dean Savič                 |
| 6.  | Obvezna smer                     | »Ko pade noč«        | Robi Lukač       | Robi Lukač               | Ivo Žavbi                  |
| 7.  | Damjana                          | »Ljubim, ljubiš«     | Karel Novak      | Janez Zmazek             | Karel Novak                |
| 8.  | Karmen Stavec in Patrik Greblo   | »Kje pesem je doma«  | Patrik Greblo    | Milan Dekleva            | Patrik Greblo              |
| 9.  | Sound Attack                     | »Zakaj odšel si«     | Simon Šurev      | Pika Božič               | Simon Šurev, Jure Havliček |
| 10. | Deja Mušič                       | »Ljubezen«           | Boštjan Grabnar  | Deja Mušič, Danijel Šmid | Boštjan Grabnar            |
| 11. | Gianni Rijavec in Vladimir Čadež | »Pusti času čas«     | Gianni Rijavec   | Miša Čermak              | Sašo Fajon                 |
| 12. | Darja Švajger                    | »Ljubezen ne odhaja« | Rok Golob        | Darja Švajger            | Rok Golob                  |
| 13. | Regina                           | »Glas gora«          | Aleksander Kogoj | Aleksander Kogoj         | Aleksander Kogoj           |
| 14. | Victory                          | »Zapri oči«          | Martin Štibernik | Karmen Stavec            | Martin Štibernik           |

Prvotno bi morala nastopiti tudi Nuša Derenda s pesmijo »Usliši me nebo«, a je zaradi nosečnosti nastop morala odpovedati.

## Rezultati
O zmagovalcu je odločalo ljudstvo preko telefonskega glasovanja.
| #   | Pesem                                               | Št. tel. glasov | Uvrstitev |
| --- | --------------------------------------------------- | --------------- | --------- |
| 1.  | »Silvia« (Magnifico)                                | 3558            | 5.        |
| 2.  | »Naj bogovi slišijo« (Vili Resnik)                  | 7391            | 1.        |
| 3.  | »Nora noč« (Pop design)                             | 911             | 13.       |
| 4.  | »Cvetje in vrtovi« (Miran Rudan)                    | 1377            | 10.       |
| 5.  | »Pesem zate« (Aurora)                               | 480             | 14.       |
| 6.  | »Ko pade noč« (Obvezna smer)                        | 980             | 12.       |
| 7.  | »Ljubim, ljubiš« (Damjana Golavšek)                 | 1445            | 9.        |
| 8.  | »Kje pesem je doma« (Patrik Greblo & Karmen Stavec) | 2998            | 7.        |
| 9.  | »Zakaj odšel si« (Sound Attack)                     | 1628            | 8.        |
| 10. | »Ljubezen« (Deja Mušič)                             | 1257            | 11.       |
| 11. | »Pusti času čas« (Gianni Rijavec & Vladimir Čadež)  | 6103            | 2.        |
| 12. | »Ljubezen ne odhaja« (Darja Švajger)                | 3224            | 6.        |
| 13. | »Glas gora« (Regina)                                | 5694            | 3.        |
| 14. | »Zapri oči« (Victory)                               | 4221            | 4.        |